# ダリア・ティモシェンコ
ダリア・ティモシェンコ（ロシア語ラテン翻字: Daria Timoshenko, 1980年8月1日 - ）は、ロシア出身の女性フィギュアスケート選手。1999年世界ジュニア選手権女子シングルチャンピオン。

## 経歴
ロシアのモスクワに生まれ、5歳のころにスケートを始めた。1997-1998年シーズンに創設されたばかりのISUジュニアグランプリに参戦。翌1998-1999年シーズンには2戦連続で表彰台に上り、JGPファイナルへ進出した。JGPファイナルでは、同じロシアのビクトリア・ボルチコワとアメリカのサラ・ヒューズに敗れ3位となったものの、世界ジュニア選手権では2位のヒューズ、3位のボルチコワを抑え優勝を果たした。
1999-2000年シーズンにはシニアのネーベルホルン杯に出場し、2連覇を目指した世界ジュニア選手権では8位と惨敗する。このシーズン終了後にロシアからアゼルバイジャンへ移籍し、以後はアゼルバイジャン代表となったが、アゼルバイジャン移籍後は規定により国際大会に出場できない日々が続いた。2002-2003年シーズンから欧州選手権と世界選手権に3年連続で出場。しかし、世界選手権では3年連続で予選落ちを喫した。2005年、トリノオリンピックの予選会となったカールシェーファーメモリアルで13位に終わり、アゼルバイジャンのオリンピック出場枠を得ることはできなかった。

## 主な戦績
| 大会/年             | 1997-98 | 1998-99 | 1999-00 | 2000-01 | 2001-02 | 2002-03 | 2003-04 | 2004-05 | 2005-06 |
| ------------------- | ------- | ------- | ------- | ------- | ------- | ------- | ------- | ------- | ------- |
| 世界選手権          |         |         |         |         |         | 31      | 29      | 37      |         |
| ヨーロッパ選手権    |         |         |         |         |         | 12      | 12      | 8       |         |
| GPロシア杯          |         |         |         |         |         |         |         | 9       |         |
| KSM                 |         |         |         |         |         |         |         |         | 13      |
| ネペラメモリアル    |         |         |         |         |         |         |         | 4       |         |
| ネーベルホルン杯    |         |         | 8       |         |         |         | 5       |         |         |
| ユニバーシアード    |         | 3       |         |         |         |         |         |         |         |
| 世界Jr.選手権       |         | 1       | 8       |         |         |         |         |         |         |
| JGPファイナル       |         | 3       |         |         |         |         |         |         |         |
| JGPサン・ジェルヴェ |         | 3       |         |         |         |         |         |         |         |
| JGPソフィア杯       | 5       | 2       |         |         |         |         |         |         |         |